# Rupia nepalska
Rupia nepalska (nep. रूपैयाँ) – jednostka walutowa Nepalu. 1 rupia = 100 paisa.